# Svensson, Svensson (bok)
Svensson, Svensson är en bok av Maria-Pia Boëthius som utkom 1979. Den var hennes skönlitterära debut. Maria-Pia Boëthius hade ett förhållande med Ulf Lundell och hon porträtteras i hans roman Jack. Hon ogillade det han skrev om henne och hon skrev romanen Svensson, Svensson som ett svar. Hon skriver även om sin dåvarande arbetsplats, tidningen Expressen.